# Любовь преступника
 «Любовь преступника» (хинди जीत, Jeet, урду جیت‎, перевод: Победа) — боевик, снятый в Болливуде и вышедший в прокат в Индии 23 августа 1996 года. Фильм стал хитом в индийском прокате и занял второе место по кассовым сборам в 1996 году.

## Сюжет
Наёмный убийца Каран (Санни Деол) работает на главу мафиозного клана Гаджраджа Чоудхари (Амриш Пури). От своего босса он получает задание убить человека, который собирается выступить в суде с обличительными показаниями. Придя в его дом, Каран встречает его дочь Каджал (Каришма Капур) и забывает о своих планах. Влюбившись в девушку, он начинает следовать за ней по пятам. Каджал сначала сторонится своего брутального воздыхателя, но когда Каран ставит крест на своем преступном прошлом, Каджал понимает, что влюблена. Однако её отец решает выдать дочь замуж за сына своего друга Раджу (Салман Хан), который не знает о любви своей невесты к бывшему киллеру. Каджал не может ослушаться отца и выходит замуж за Раджу. Узнав об этом, Каран снова возвращается к своему занятию и получает задание убить Раджу, вставшего на пути у преступников.